# Anyarács

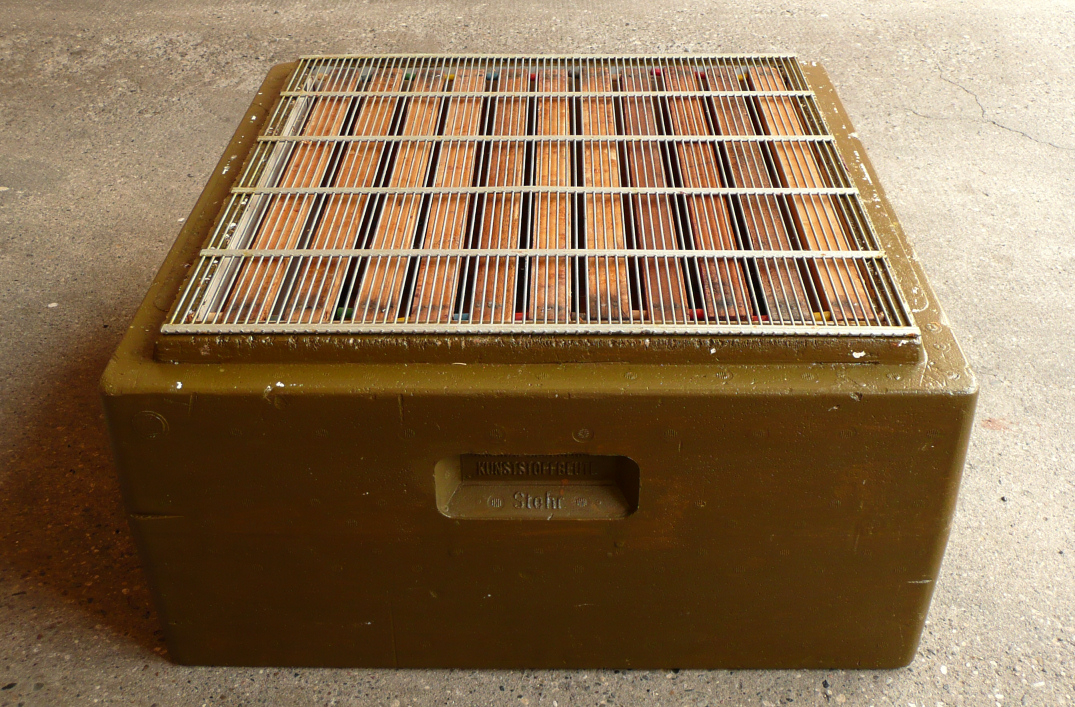
A sodronypálcás rácsot vastag drótszálak alkotják

Az anyarács egy méhészetben használt eszköz. A rács nyílásai akkorák, hogy a dolgozók átférjenek rajta, de a nagyobb termetű herék és a párzott, petéző anyák nem. A fiatal anyák még átférnek. A leggyakrabban használt méret 4,2 mm. A nyílások hosszúkásak, és a jól elkészített rács nyílásainak széle tompa, nem okoz sérüléseket.
Célja az anya elkülönítése (lásd mézkamra) vagy a herék kiszűrése pároztató kaptárban, vagy az idegen herék megakadályozása abban, hogy részt vegyenek a párzásban. Anyátlan dajkacsaládoknál is használják, hogy a kóbor anyák ne tudjanak beköltözni.
Hátránya, hogy megnehezíti a közlekedést, és idegenkednek is tőle. Ha az egyik elválasztott részen nincs röpnyílás, akkor az odakerült herék bent rekednek; erre ügyelni kell.
Sokszor betapasztják viasszal és propolisszal, így sok nyílás összeszűkül vagy eltömődik, ami tovább akadályozza a közlekedést. Tisztítható kapargatással, vagy ha az nem elég, akkor meg kell várni, amíg hideg lesz, és drótkefével le lehet dörzsölni, miután negyed órát ázott forró lúgos vízben.

## Típusai
Különféle típusú anyarácsokat készítettek, de nem mindegyik terjedt el.
A gömbölyített fapálcikás rács előnye, hogy kíméli a méheket. Méretre kell készíteni, mert nem lehet darabolni. Pontosan készíteni nehéz, emiatt drága is, ami akadályozza elterjedését.
A lépes anyarács csak függőlegesen használható. A kaptár kereteinél kisebb keretet kiépíttetik, és anyarácsszegéllyel látják el. Természetes, és a megszokott utakon lehet közlekedni, de nem lehet rajta lyuk. Erre ügyelni kell. Később is átrághatják, mint más lépeket. A család jobban érzi a fészek és a mézkamra összetartozását.
Horganylemez vagy műanyag anyarács. Darabolható, keretbe foglalható. Ha fektetik, akkor úgy kell elhelyezni, hogy a nyílások keresztezzék a léputcákat. Használat után arról az oldalról kell felfeszíteni, amerre a nyílások állnak, különben könnyen eltorzul. Oldalsó és felső mézkamrához keretbe foglalják. Felső mézkamrához alatta és felette 7 mm-t hagynak közlekedésre.
A sodronypálcás rácsot vastag drótszálak alkotják, amiket bádogszalagokkal vagy öntöttvas pántokkal rögzítenek egymáshoz. Ha a hidak túl messze vannak egymástól, akkor a rács könnyen torzul. Méhkímélő, de nem darabolható, méretre kell rendelni. Hibáin úgy javítanak, hogy a hidakkal keresztbe keretléceket foglalnak, amelyek kimerevítik, nem hagyják elgörbülni, és a közlekedést is segítik.
Az elgörbült, eltorzult anyarács használhatatlanná válik, mert ahol a nyílások tágabbakká váltak, ott átbújhat a petéző anya és a herék is átjöhetnek.